# Copa Gato 2008
La Copa Gato 2008 fue la sexta serie de partidos amistosos correspondiente al torneo de fútbol Copa Gato, siendo organizada por la empresa Pegaso Chile S.A., continuadora de la productora MERCOM S.A., y auspiciada por la Viña San Pedro, dueña de la marca de vino Gato.
Se celebró una edición durante ese año, en junio, y consistió en un superclásico entre Colo-Colo y Universidad de Chile.

## Detalles
El partido, disputado el 25 de junio de 2008 en el Estadio Tierra de Campeones de Iquique, lo ganó Colo-Colo por 2-1, obteniendo así su sexto título de la Copa Gato.
El cotejo fue transmitido en directo por Chilevisión.
| Guardameta     | Cristián Muñoz           |  |
| Centrocampista | Luis Pedro Figueroa 73'  |  |
| Defensa        | Gonzalo Jara             |  |
| Defensa        | Miguel Riffo             |  |
| Defensa        | José Domingo Salcedo 62' |  |
| Centrocampista | Moisés Villarroel 62'    |  |
| Centrocampista | Arturo Sanhueza          |  |
| Centrocampista | Rodrigo Millar           |  |
| Delantero      | Rodolfo Moya 67'         |  |
| Delantero      | Daud Gazale              |  |
| Delantero      | Juan Gonzalo Lorca 55'   |  |
| D. T.          | Fernando Astengo         |  |

| Guardameta     | Miguel Pinto      |  |
| Defensa        | José Contreras    |  |
| Defensa        | Rodrigo Rivera    |  |
| Defensa        | Osvaldo González  |  |
| Defensa        | José Rojas        |  |
| Centrocampista | Manuel Iturra     |  |
| Centrocampista | Marco Estrada     |  |
| Centrocampista | Leonardo Mas 46'  |  |
| Centrocampista | Emilio Hernández  |  |
| Delantero      | Raúl Estévez 74'  |  |
| Delantero      | Manuel Villalobos |  |
| D. T.          | Arturo Salah      |  |

| Defensa        | Luis Mena        | 73' |
| Defensa        | Roberto Cereceda | 62' |
| Centrocampista | Rodrigo Meléndez | 62' |
| Centrocampista | Gonzalo Fierro   | 67' |

| Centrocampista | Christian Martínez | 46' |
| Delantero      | Mauricio Gómez     | 74' |

|       | 8'  | Daud Gazale    |
| Penal | 90' | Gonzalo Fierro |

|  | 36' | Osvaldo González |

| Amonestado | Miguel Riffo         |
| Amonestado | Arturo Sanhueza      |
| Amonestado | Rodrigo Meléndez     |
| Amonestado | José Domingo Salcedo |

| Amonestado | Miguel Pinto  |
| Amonestado | Marco Estrada |
| Amonestado | Raúl Estévez  |

| Otorgado · Otorgado otra vez · Expulsado | 76' | Miguel Riffo |

| Expulsado | 15' | Manuel Villalobos |

| Árbitro | Claudio Puga |

| Guardameta     | Cristián Muñoz           |  |
| Centrocampista | Luis Pedro Figueroa 73'  |  |
| Defensa        | Gonzalo Jara             |  |
| Defensa        | Miguel Riffo             |  |
| Defensa        | José Domingo Salcedo 62' |  |
| Centrocampista | Moisés Villarroel 62'    |  |
| Centrocampista | Arturo Sanhueza          |  |
| Centrocampista | Rodrigo Millar           |  |
| Delantero      | Rodolfo Moya 67'         |  |
| Delantero      | Daud Gazale              |  |
| Delantero      | Juan Gonzalo Lorca 55'   |  |
| D. T.          | Fernando Astengo         |  |

| Guardameta     | Miguel Pinto      |  |
| Defensa        | José Contreras    |  |
| Defensa        | Rodrigo Rivera    |  |
| Defensa        | Osvaldo González  |  |
| Defensa        | José Rojas        |  |
| Centrocampista | Manuel Iturra     |  |
| Centrocampista | Marco Estrada     |  |
| Centrocampista | Leonardo Mas 46'  |  |
| Centrocampista | Emilio Hernández  |  |
| Delantero      | Raúl Estévez 74'  |  |
| Delantero      | Manuel Villalobos |  |
| D. T.          | Arturo Salah      |  |

| Defensa        | Luis Mena        | 73' |
| Defensa        | Roberto Cereceda | 62' |
| Centrocampista | Rodrigo Meléndez | 62' |
| Centrocampista | Gonzalo Fierro   | 67' |

| Centrocampista | Christian Martínez | 46' |
| Delantero      | Mauricio Gómez     | 74' |

|       | 8'  | Daud Gazale    |
| Penal | 90' | Gonzalo Fierro |

|  | 36' | Osvaldo González |

| Amonestado | Miguel Riffo         |
| Amonestado | Arturo Sanhueza      |
| Amonestado | Rodrigo Meléndez     |
| Amonestado | José Domingo Salcedo |

| Amonestado | Miguel Pinto  |
| Amonestado | Marco Estrada |
| Amonestado | Raúl Estévez  |

| Otorgado · Otorgado otra vez · Expulsado | 76' | Miguel Riffo |

| Expulsado | 15' | Manuel Villalobos |

| Árbitro | Claudio Puga |

### Campeón
| Campeón Colo-Colo |